# Аль-Хол
Аль-Хол (Эль-Хол, Эль-Холь, араб. الهول‎) — сирийский лагерь беженцев в одноимённом городе в районе Эль-Хасака мухафазы Эль-Хасака на северо-востоке Сирии, в 38 км к юго-востоку от города Эль-Хасака. Его контролируют возглавляемые курдами Сирийские демократические силы при поддержке Международной коалиции. Первоначально лагерь был рассчитан на 11 тысяч человек. По данным мая 2019 года в лагере находятся около 73 тысяч человек, 94 % из них — женщины и дети. Большинство людей прибыли в лагерь в период с декабря 2018 года по март 2019 года, спасаясь от боевых действий в районе города Хаджин, где в ходе гражданской войны арабо-курдские отряды «Сирийских демократических сил» (SDF) несколько месяцев при авиационной поддержке международной коалиции во главе с США вели боевые действия против остатков террористической группировки «Исламское государство». Условия в лагере можно охарактеризовать как гуманитарный кризис, не хватает еды, воды и медицинской помощи, дети умирают от болезней. Ежедневно умирают 10—20 человек, на конец апреля 2019 года умерло 235 детей.
В лагере находятся 10 тысяч граждан других стран, в том числе России, Финляндии, Бельгии, Туркменистана, Бразилии, Германии, Франции, Марокко, Сомали, Туниса и других. Это члены семей иностранных боевиков «Исламского государства». Решается вопрос об их судьбе и возможности возвращения на родину. Россия, Саудовская Аравия, Марокко забрали своих граждан. Швеция, Норвегия, Нидерланды и Франция забрали детей-сирот. США вернула одну женщину. Франция приняла несколько детей. Великобритания отказывается возвращать своих граждан. В лагере находилась Шамима Бегум, когда её лишили британского гражданства.
Силами «Боевого Братства» из лагеря в апреле 2019 года были возвращены трое сирот из Северной Осетии, незаконно вывезенных в Сирию в 2014 году. Россия забрала из лагеря четырёх детей, родившихся в семьях россиян в Сирии.
С 2018 года Россия больше не вывозит женщин — жен террористов по причине запрета со стороны спецслужб. При содействии уполномоченного при президенте России по правам ребёнка Анны Кузнецовой 18 августа 2020 самолёт Министерства обороны Российской Федерации доставил из Сирии на родину 26 российских детей, в том числе некоторых ранее вывезенных из лагеря Аль-Хол в Дамаск. Ранее с января 2017 года в ходе работы межведомственной комиссии при Кузнецовой из зон вооружённых конфликтов на Ближнем Востоке российской стороной было организовано семь спецбортов (четыре — из Ирака, три — из Сирии), и 156 детей вернулись домой к родственникам. Всего на родину на 18 августа 2020 года возвращены 182 ребёнка — 122 из Ирака и 60 из Сирии. В ночь на 9 сентября 2020 года на родину вернутся 15 российских детей, находившихся в лагерях Аль-Хол и Родж (Рош, Roj) в мухафазе Эль-Хасака. 30 Декабря 2021 года Украина забрала двух семей своих граждан. источник: euronews